# Winx Club: En concierto
Winx Club: En concierto es un DVD musical lanzado en 2009. También incluye un CD.

## Sinopsis
La banda de rock del Winx Club, que consta de Bloom, Stella, Musa, Flora, Tecna y Layla, las seis hadas mágicas, se exhiben en un concierto mágico realizado en animación. Increíble y absolutamente sin precedentes, con animación 3D, gráficos impresionantes en los clips, vídeos románticos y divertidos. Todo un fantástico vídeo para ver, escuchar y también cantar. El DVD también incluye karaoke con todas las canciones de la película.
En el DVD de "Winx Club en concierto", algunas canciones son de cuestiones específicas sobre la vida de las Winx. Algunos videoclips son nuevos, mientras que otros se hacen a partir de extractos de episodios de las temporadas 1, 2 y 3. Los clips de las canciones "Única" (You're the one), "Sueños de mi camino" (Dreams of my own way") y "Mambochiwambo" eran nuevas, teniendo un vídeo musical creado especialmente para ello con animación CGI.
En el grupo de las Winx llamado "Amor y Mascotas" (según la temporada 4) Layla está en la batería, Tecna utiliza un sintetizador (instrumento de acuerdo a su poder), y Flora maneja el bajo; mientras que Musa y Stella están en la guitarra. En cuanto a Bloom es la cantante principal, a veces acompañada con Musa en algunas canciones.

## Canciones
| Pista | Nombre original                               | Nombre en español                             | Artista original | Artista en español de España | Artista en español latino[cita requerida] |
| ----- | --------------------------------------------- | --------------------------------------------- | ---------------- | ---------------------------- | ----------------------------------------- |
| 1     | Unica / You're the One                        | Eres Única / Solo tú                          | Elisa Rosselli   | María Blanco                 | Jessica Lulo y Rebeca Aponte              |
| 2     | Segui il tuo cuore / Fly                      | Sigue tu corazón                              | Elisa Rosselli   | María Blanco                 | Desconocido                               |
| 3     | I sogni a modo mio / Dreamin' in My Way       | Los sueños a mi manera                        | Elisa Rosselli   | María Blanco                 | Desconocido                               |
| 4     | Mambochiwambo                                 | Mambochiwambo                                 | Elisa Rosselli   | María Blanco                 | Desconocido                               |
| 5     | Irraggiungibile / Endlessly                   | Inalcanzable / Mi amor sin fin                | Elisa Rosselli   | María Blanco                 | Jessica Lulo                              |
| 6     | Vita da star / Spotlight                      | Vida de estrella / Eres especial              | Elisa Rosselli   | María Blanco                 | Rebeca Aponte                             |
| 7     | Tutti i sogni miei / Crazy in Love with You   | Todos mis sueños                              | Elisa Rosselli   | María Blanco                 | Desconocido                               |
| 8     | Ti parlo di me / Live My Life                 | Te hablo de mí                                | Elisa Rosselli   | María Blanco                 | Desconocido                               |
| 9     | Reazione a catena / Chain Reaction            | Reacción en cadena                            | Elisa Rosselli   | María Blanco                 | Desconocido                               |
| 10    | La mia canzone / Heart of Stone               | Mi canción / Voy a brillar                    | Elisa Rosselli   | María Blanco                 | María José Esteves                        |
| 11    | Un regno, una bambina / A Kingdom and a Child | Un reino y una niña                           | Elisa Rosselli   | María Blanco                 | Jessica Lulo                              |
| 12    | Prova a prenderci / Catch Us If You Can       | Atrápanos si puedes / Nadie nos podrá atrapar | Elisa Rosselli   | María Blanco                 | Rebeca Aponte                             |
| 13    | Magia di Winx / Superheroes                   | Winx es magia / Magia de Winx                 | Elisa Rosselli   | María Blanco                 | María José Esteves                        |
| 14    | La tua musica è la mia / This Big World       | Tu música es la mía / Este gran mundo         | Elisa Rosselli   | María Blanco                 | Jessica Lulo                              |
| 15    | Quando sei con me / The World Belongs to Me   | Cuando estás aquí                             | Elisa Rosselli   | María Blanco                 | Desconocido                               |

- Datos: Q9096162